# Neurolink
|  | Denne artikel er oprettet af botten Steenthbot ud fra en ekstern database. Den kan derfor have sproglige fejl eller mangler. Denne skabelon kan fjernes efter kontrol af indholdet. |

Neurolink er en dansk kortfilm fra 2023 instrueret af Jens-Julius Gunderlund Dall.

## Handling
I en nær fremtid, møder vi Frida, der får indopereret en hjernechip, - en Neurolink. Chippen kommunikerer med hende i form af en stemme inde i hendes hoved, og således hjælper den hende på vej mod et lykkeligere liv. Hun lever for en stund uden bekymringer, eftersom hun ukritisk følger stemmens råd. Stemmen begynder dog at få mere kontrol. Til sidst overtager Neurolink Frida, som nu ikke længere kan genkende sig selv. I forsøget på at tilbagevende kontrollen sletter Frida appen. Det viser sig dog ikke at være så let endda. Filmen slutter med at det går op for Frida, at stemmen hele tiden har været hendes egen underbevidstheds stemme, der har sagt alle de ting som forventes af hende.

## Medvirkende
- Linnea Nicosia, Frida
- Ann Celina Fønsskov, Ida